# Lupinis
Lupinis ist eine mutmassliche Wüstung auf Gebiet der politischen Gemeinde Maienfeld. 

## Geschichte
Maienfeld wird erstmals im 4. Jahrhundert auf der Peutingerschen Tafel als Magia erwähnt. Um 840 wird der Ort als Lupinis erwähnt, im 10. bis 13. Jahrhundert dann abwechselnd als Lupinum oder Magenze bzw. mit ähnlichen Namen, 1295 erstmals als Maienfeld. 

### Herkunft des Namens"Maienfeld"
Die lange parallele Existenz zweier Siedlungsnamen ist erstaunlich: Der Ort wurde erst im 16. Jahrhundert von Norden her germanisiert, der heutige deutsche Name geht mit Sicherheit auf den ältesten greifbaren Namen Magia zurück. 

### Die Siedlung"Lupinis"
Der erst später auftretende Namentypus Lupinis dagegen könnte ein romanischer Name mit Wolfsbohnen sein, nicht jedoch der neuere deutsche Name für die alte Siedlung. Es besteht daher die Vermutung, dass es sich bei Lupinis in Wahrheit um eine andere Siedlung handelt. Diese Vermutung wird gestützt durch die Sage einer Stadt Wolfsnest auf Gebiet von Maienfeld, etwa einen Kilometer südöstlich der heutigen Siedlung, die von der Teilerrüfi verschüttet worden sei. Der Name Wolfsnest könnte ein Übersetzungsversuch für Lupinis sein. Obwohl bisher keine archäologischen Funde dieser Siedlung gemacht wurden, ist die Verschüttung einer Siedlung durch eine übergehende Rüfe im Alpengebiet nicht unwahrscheinlich. Sollte diese Siedlung tatsächlich existiert haben, wäre sie nach der Verschüttung aufgegeben worden.